# Електрон T5L64

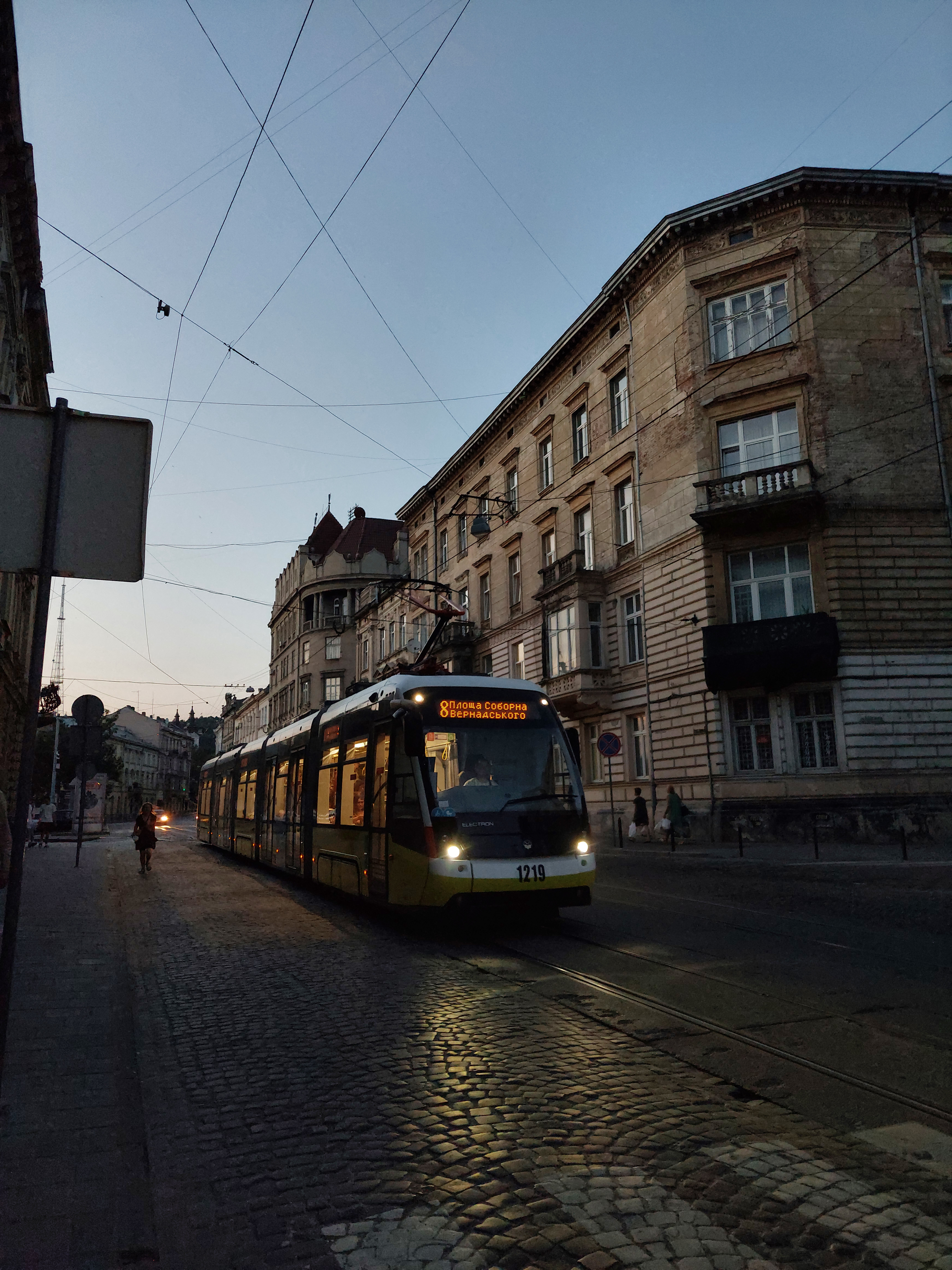
Трамвай ЕЛЕКТРОН на вул. Івана Франка(2022р)

Електро́н T5L64 — п'ятисекційний, односторонній, низькопідлоговий трамвай з візками для колії завширшки 1000 мм. Зібраний у Львові спільним підприємством «Електронтранс», заснованим ПАТ «Концерн-Електрон». Є першим 100% низькопідлоговим трамваєм, зібраним в Україні.

## Історія
5 липня 2012 року завершився конкурс на виготовлення першого повністю низькопідлогового п'ятисекційного трамвая для Львова, на якому переміг «Електронтранс». Це стало передумовою початку виробництва вагонів. Вартість виготовлення першого екземпляра моделі T5L64 становила 11 мільйонів 910 тисяч гривень. За умовами тендера, він мав бути зданий в експлуатацію до 1 липня 2013 року. 27 червня відбулася урочиста презентація вагону за участі віце-прем'єр-міністра України Олександра Вілкула та Львівського міського голови Андрія Садового. З 18 липня вагон проходив випробування, а 23 серпня був введений в експлуатацією, отримавши бортовий номер 1179.
2 вересня 2020 року відбулося підписання контракту з переможцем тендеру на постачання місту Львову 10-ти нових низькопідлогових трамваїв. Європейський інвестиційний банк (ЄІБ) надає Львову кредит у розмірі 12 мільйонів євро на закупівлю сучасних трамваїв. Місто додатково дофінансує 8,8 мільйонів євро. Після проведення тендеру на вибір постачальника трамваїв переможцем визначено консорціум «Спільне українсько-німецьке підприємство ТОВ «ЕлектронМаш». Загальна вартість одного вагону Електрон (зокрема, ПДВ та зап. частини) склала більше 2 млн. євро. Відповідно до плану 10 нових вагонів повинні поставити до 2022 року.
10 грудня 2021 року о другій ночі в депо №1 (ВРМ) прибув другий вагон Т5L64.
23 та 24 грудня 2021 року у ночі було доставлено в депо №1 (ВРМ) по одному вагону моделі Т5L64 загальна кількість уже 3. 
6 січня 2022 року другий вагон отримав бортовий номер 1218 і вирушив на новий маршрут № 8.
У березні 2023 року в депо Львівелектротрансу налічувалося вже 7 вагонів з нової партії за кредитом ЄІБ.

## Характеристики
Вагон складається з 5-ти секцій, три з яких опираються на неповоротні візки. Таким чином, при проходженні кривих та поворотів, шарнірний механізм між секційних з'єднань змінює кут, в той час як візки не змінюють свого положення. Пара візків передня та остання є моторними, середній візок є холостим (безпривідним) і має лише гальмівні системи, що є дуже схожим за концепцією до вагону Tatra K2. Візки споряджені асинхронними двигунами з редуктором які приводять в рух кожне колесо візка окремо. 
Вагон комплектується блоками електроніки, які є асинхронним приводом для асинхронних двигунів. Вся тягова електроніка виготовлена польським виробником Enika (перший вагон комплектується асинхронним приводом "Чергос").
Вагон має понижений рівень вібрації та шуму, автоматичні системи змащення реборд коліс на кривих ділянках для збільшення терміну служби колії, автоматичні пристрої-дозатори подавання піску на рейки при пробуксовуванні та гальмуванні, вбудовану систему діагностики оперативного контролю роботи всіх вузлів і систем вагона, асинхронні тягові електродвигуни. Вагон має три види гальм: 1) основні — електродинамічні реостатні з можливістю рекуперації; 2) дискові зворотної дії; 3) рейкові електро-магнітні. Встановлені 2 кондиціонери салону (кондиціонер робочого місця водія входить у базову комплектацію). 
Кількість місць для сидіння — 56, максимальна пасажиромісткість трамвая — 265 пасажирів. В трамваї є місце, для перевезення людей з інвалідністю на візках.

## Галерея

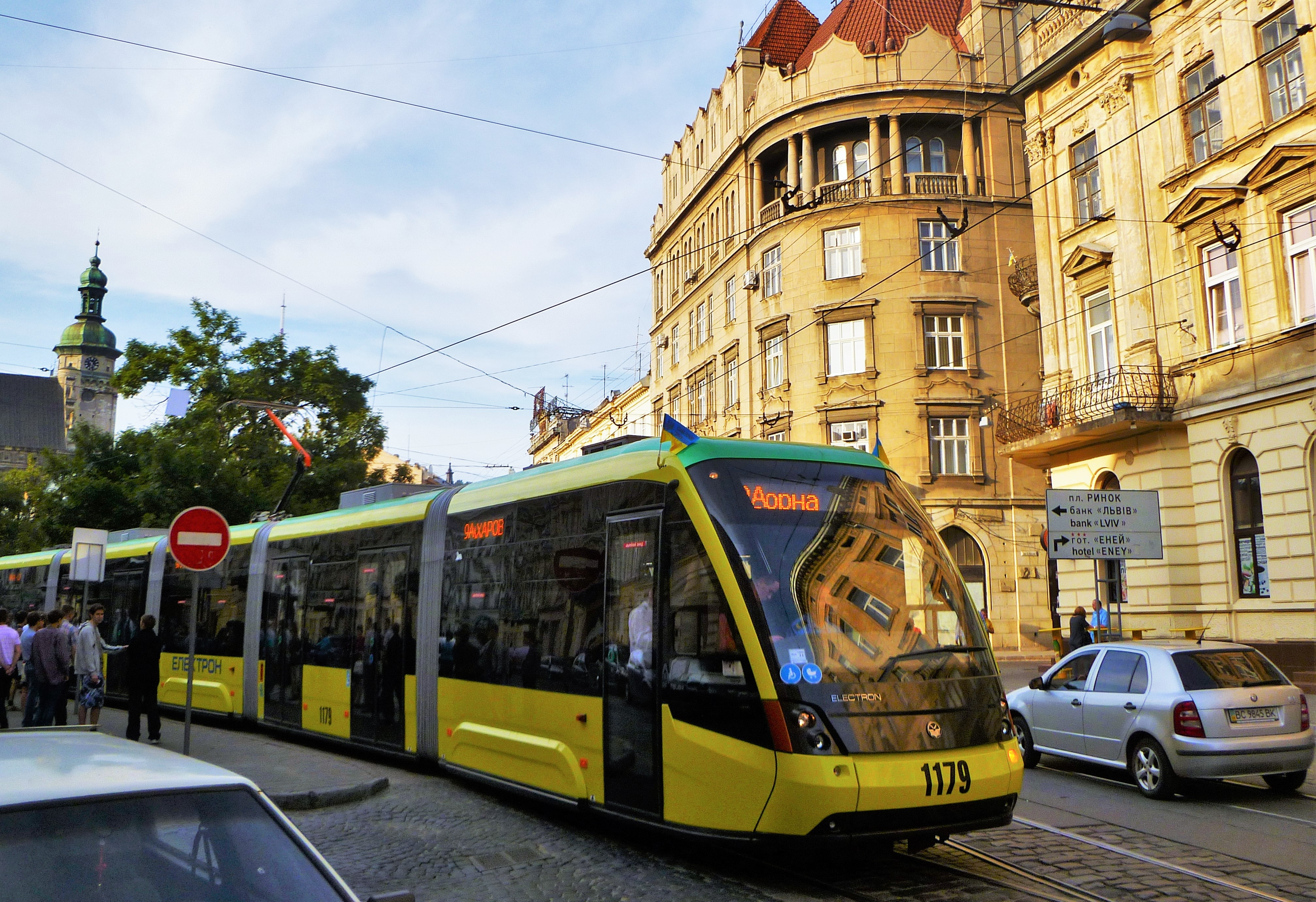
На площі Соборній (2013)
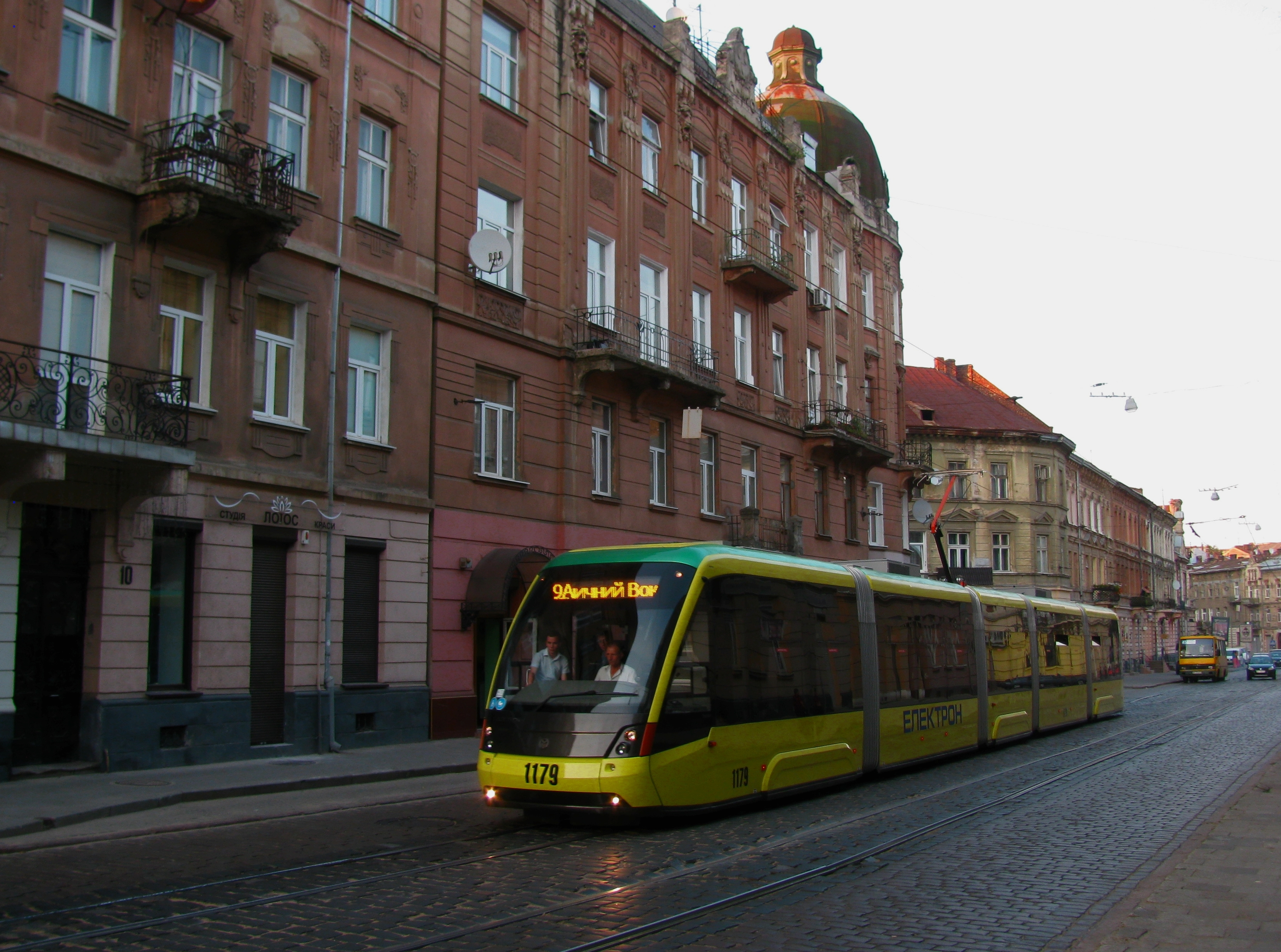
На вулиці Вітовського (2013)
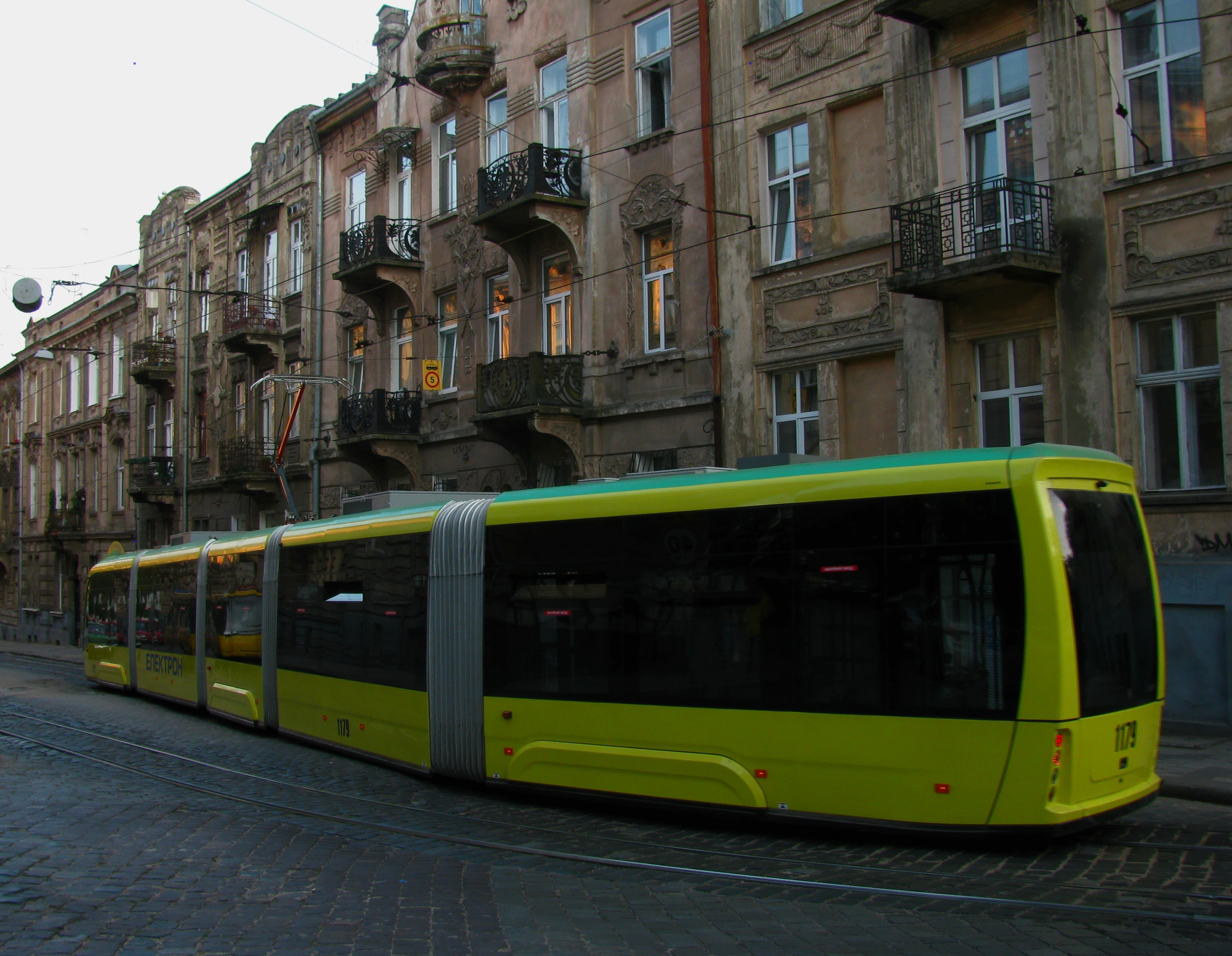
На вулиці Нечуя-Левицького (2013)
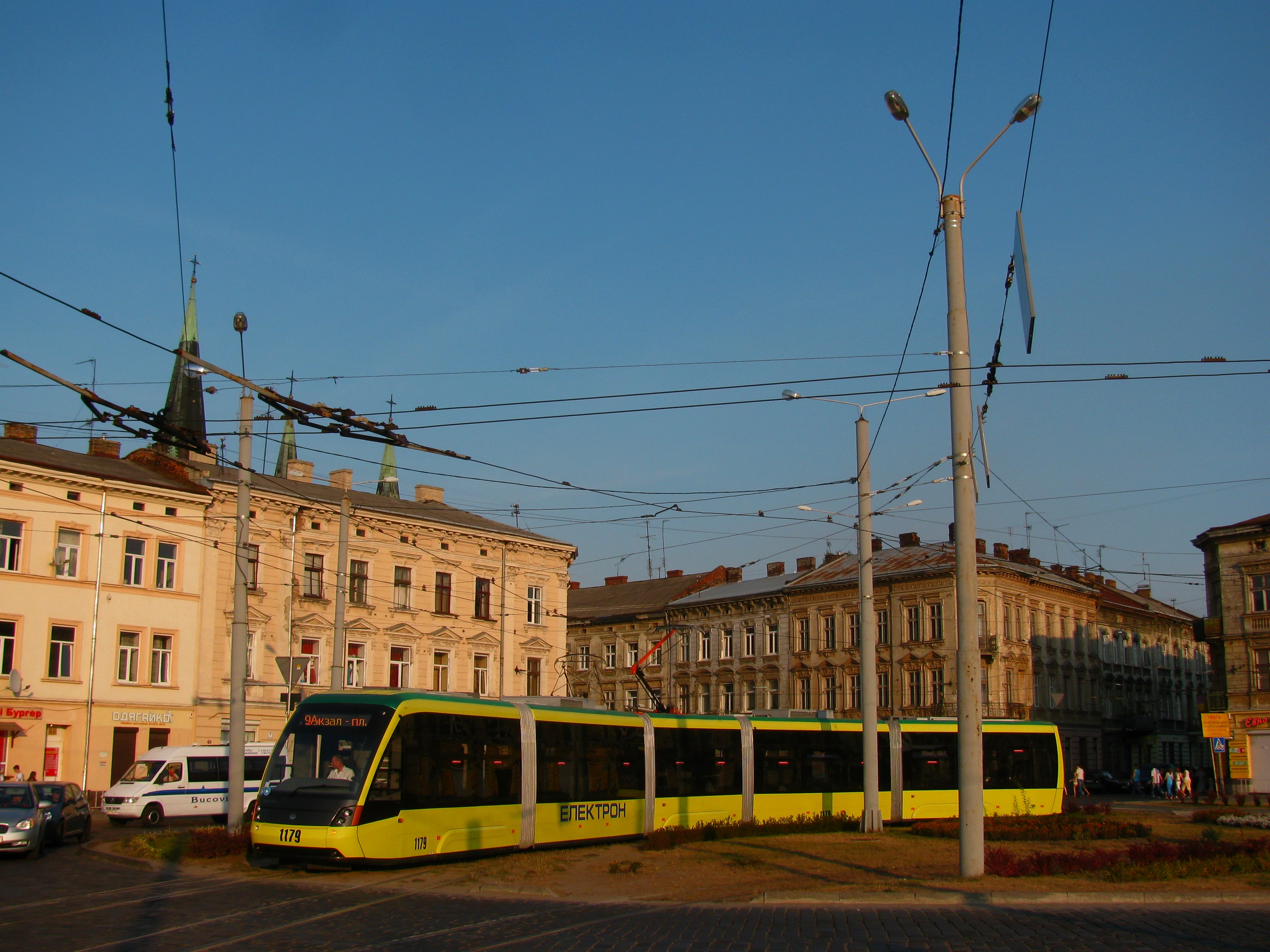
На повороті з вулиці Городоцької на Чернівецьку (2013)
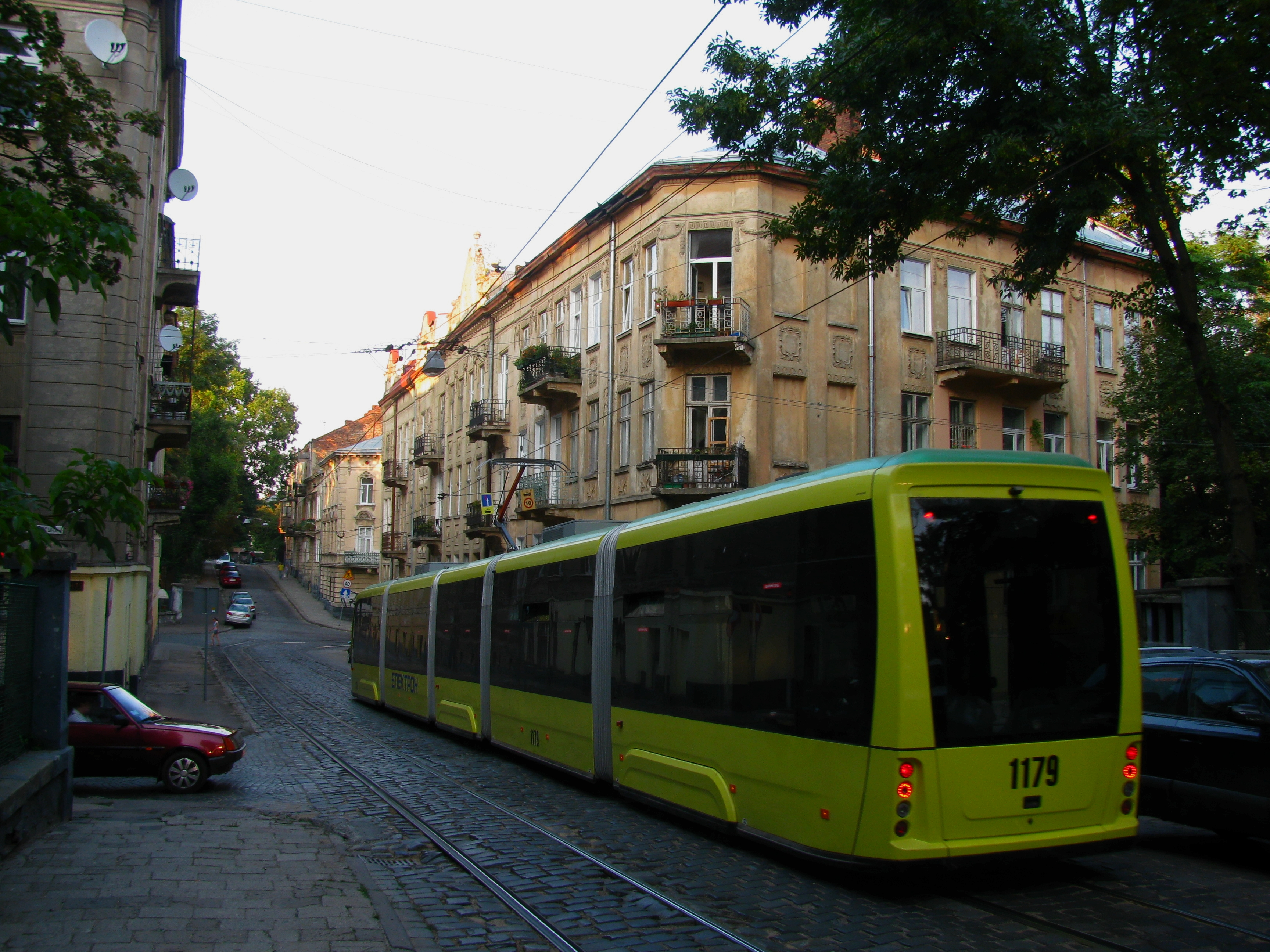
На вулиці Котляревського (2013)
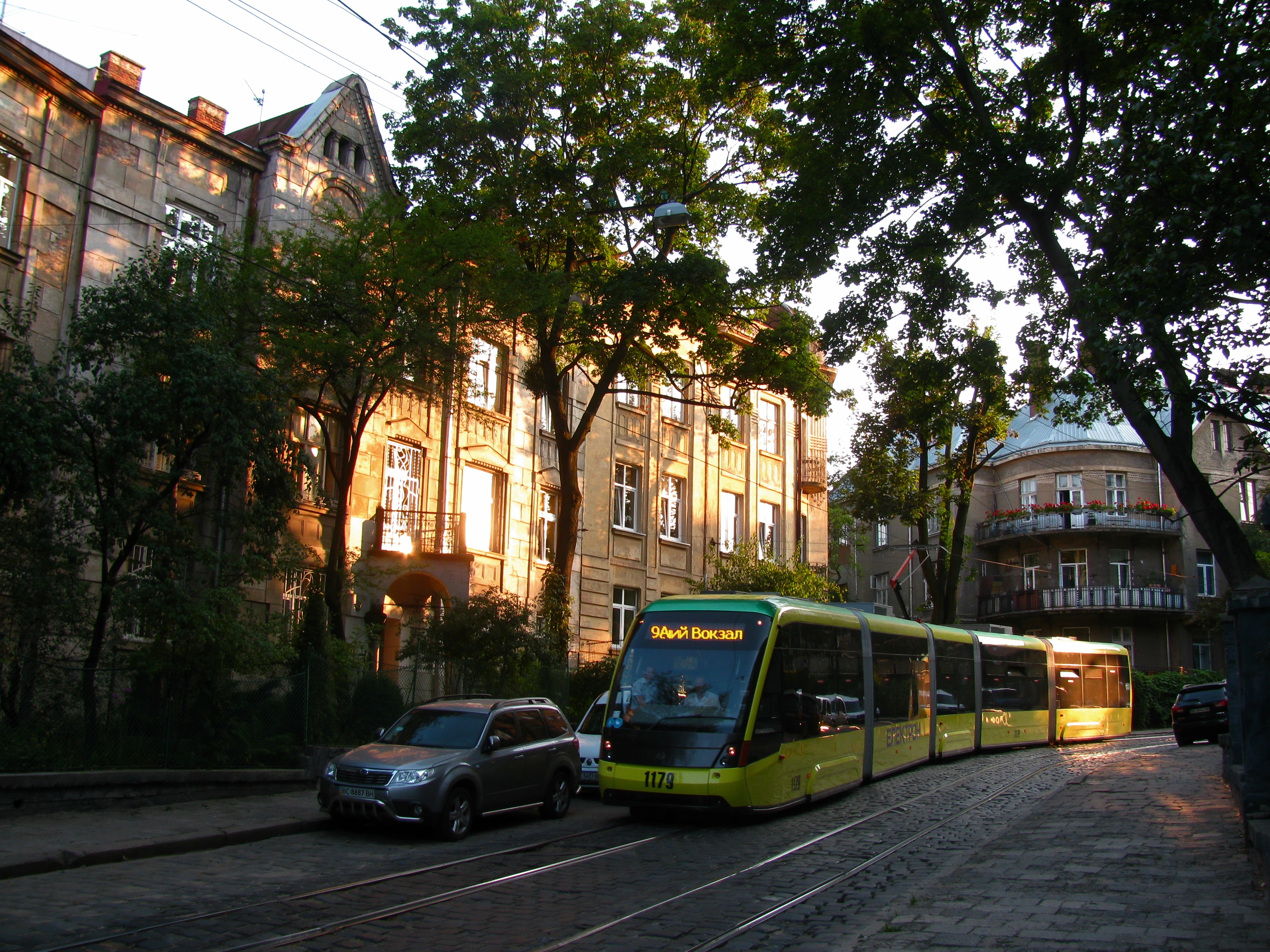
На вулиці Котляревського (2013)
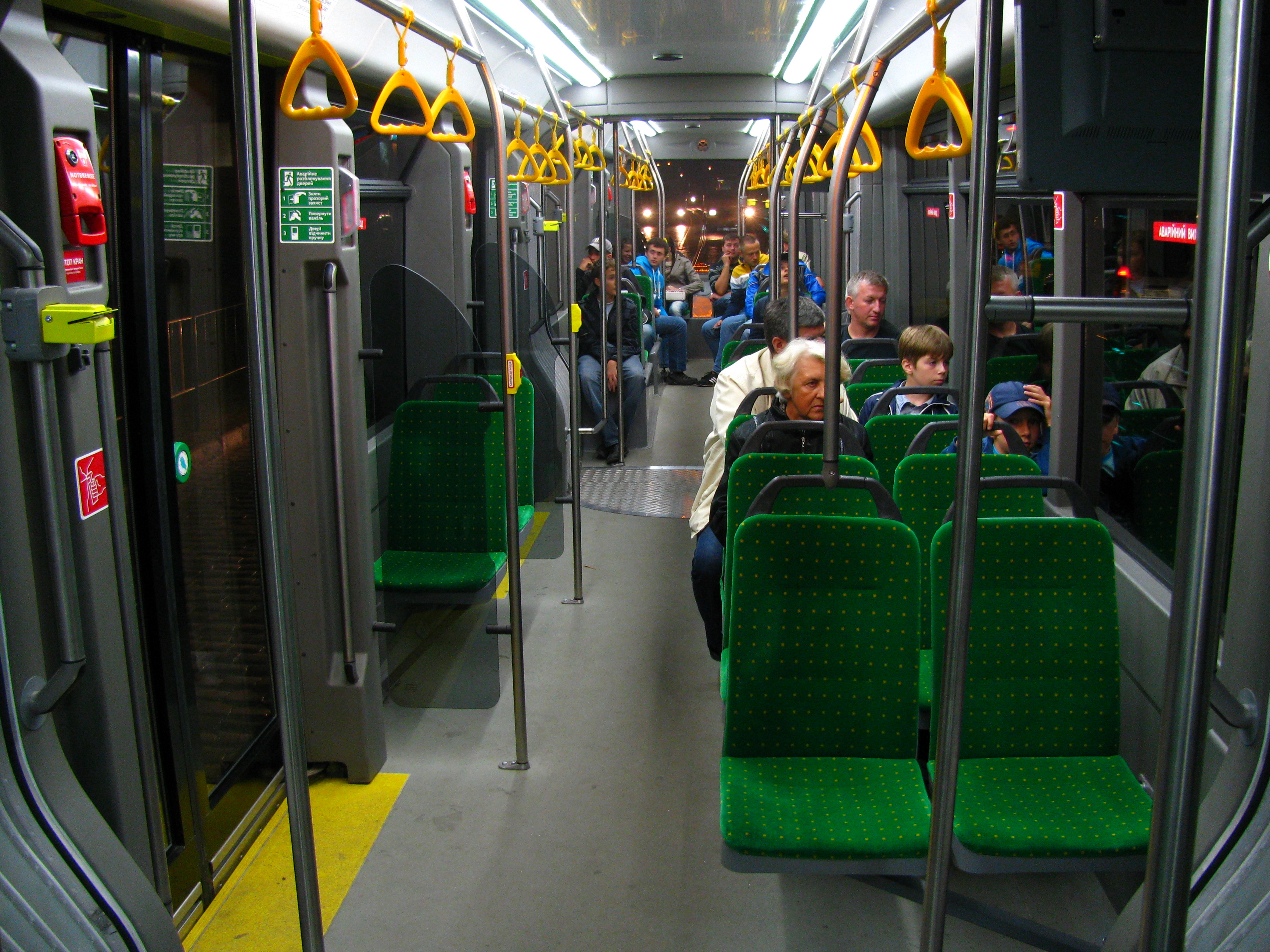
Четверта секція вагона (2013)
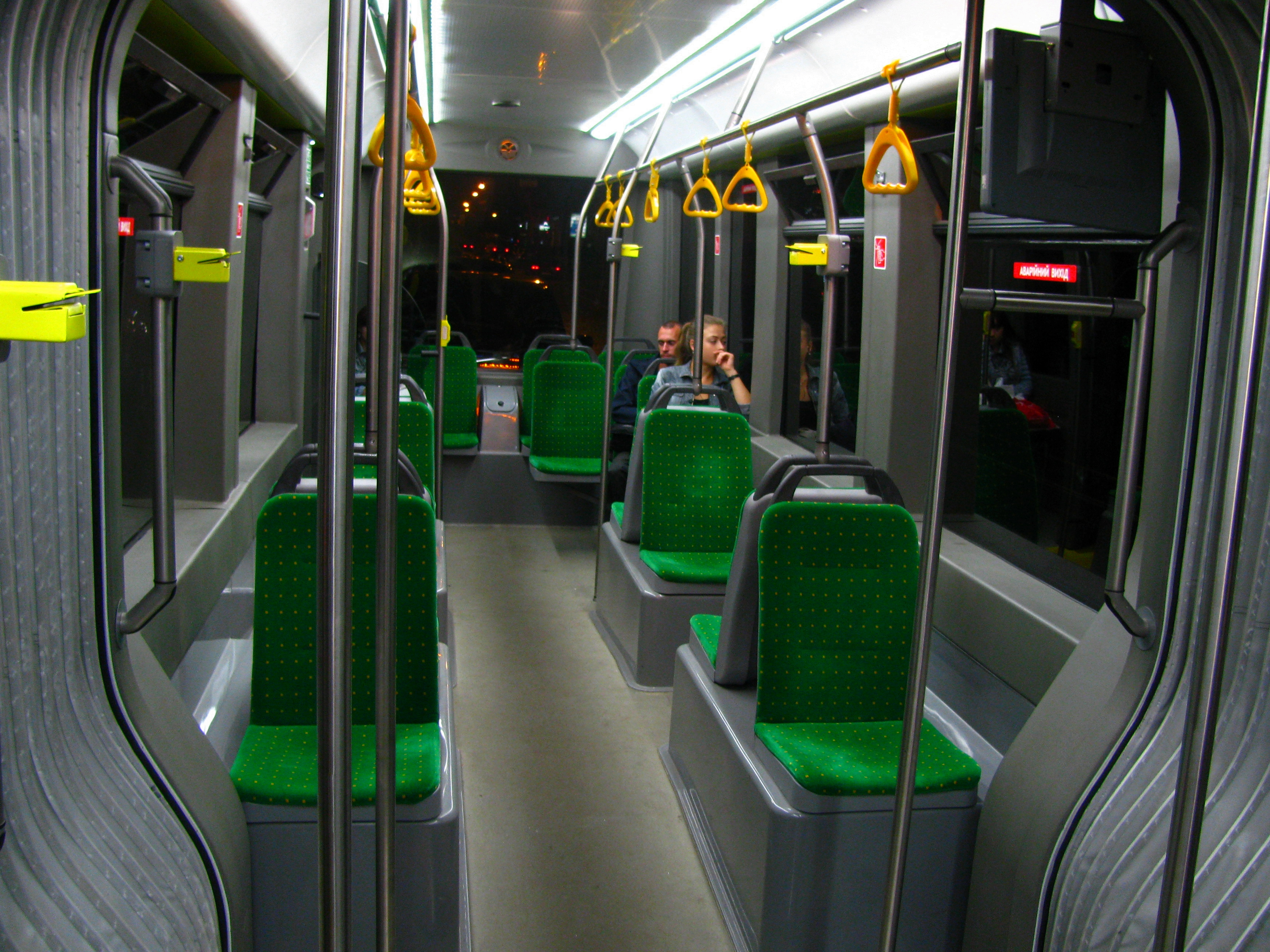
П'ята секція вагона (2013)
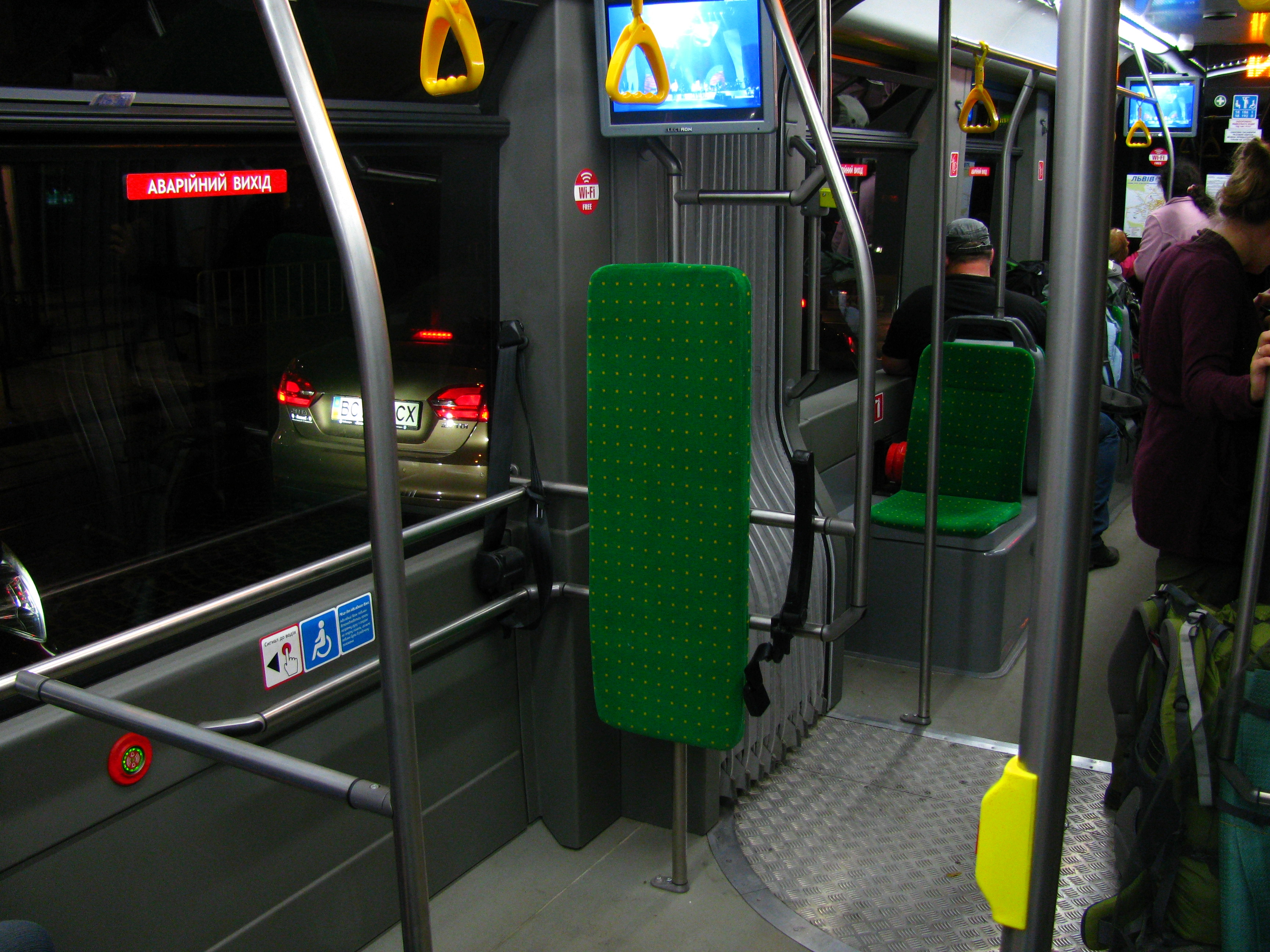
Місце для перевезення інвалідних візків (2013)

## Експлуатація
| Країна  | Місто | Підприємство            | Кількість | Бортові номери   |
| ------- | ----- | ----------------------- | --------- | ---------------- |
| Україна | Львів | ЛКП «Львівелектротранс» | 11        | 1179, 1218-1227. |